# Convolvulus thymoides
Convolvulus thymoides är en vindeväxtart som beskrevs av Oskar Schwartz. Convolvulus thymoides ingår i släktet vindor, och familjen vindeväxter. Inga underarter finns listade i Catalogue of Life.